# Progressione del record mondiale dei 100 m stile libero
In vasca corta (25 metri), i record del mondo sono omologati dalla FINA dal 3 marzo 1991.

## Uomini

### Vasca lunga
| #   | Tempo  | +     | Atleta                    | Nazionalità | Data              | Evento                                               | Luogo                        | Ref   |
| --- | ------ | ----- | ------------------------- | ----------- | ----------------- | ---------------------------------------------------- | ---------------------------- | ----- |
| 1   | 1'05"8 |       | Zoltán Halmay             | Ungheria    | 3 dicembre 1905   |                                                      | Vienna, Austria              |       |
| 2   | 1'05"6 |       | Charlie Daniels           | Stati Uniti | 20 luglio 1908    | Giochi olimpici                                      | Londra, Gran Bretagna        |       |
| 3   | 1'02"8 |       | Charlie Daniels           | Stati Uniti | 15 aprile 1910    | Tentativo di record del mondo                        | New York, Stati Uniti        |       |
| 4   | 1'02"4 |       | Kurt Bretting             | Germania    | 6 aprile 1912     |                                                      | Bruxelles, Belgio            |       |
| 5   | 1'01"6 |       | Duke Kahanamoku           | Stati Uniti | 20 luglio 1912    |                                                      | Amburgo, Germania            |       |
| 6   | 1'01"4 |       | Duke Kahanamoku           | Stati Uniti | 9 agosto 1918     | Esibizione internazionale                            | New York, Stati Uniti        |       |
| 7   | 1'00"4 |       | Duke Kahanamoku           | Stati Uniti | 24 agosto 1920    | Giochi olimpici                                      | Anversa, Belgio              |       |
| 8   | 58"6   |       | Johnny Weissmuller        | Stati Uniti | 19 luglio 1922    |                                                      | Alameda, Stati Uniti         |       |
| 9   | 57"4   |       | Johnny Weissmuller        | Stati Uniti | 17 febbraio 1924  |                                                      | Miami, Stati Uniti           |       |
| 10  | 56"8   |       | Peter Fick                | Stati Uniti | 2 marzo 1934      | Festa del nuoto università Yale                      | New Haven, Stati Uniti       |       |
| 11  | 56"6   |       | Peter Fick                | Stati Uniti | 5 marzo 1935      | Festa del nuoto università Yale                      | New Haven, Stati Uniti       |       |
| 12  | 56"4   |       | Peter Fick                | Stati Uniti | 11 febbraio 1936  | Evento benefico per la squadra olimpica statunitense | New Haven, Stati Uniti       |       |
| 13  | 55"9   |       | Alan Ford                 | Stati Uniti | 13 aprile 1944    | Tentativo di record del mondo                        | New Haven, Stati Uniti       |       |
| 14  | 55"8   |       | Alex Jani                 | Francia     | 15 settembre 1947 |                                                      | Mentone, Francia             |       |
| 15  | 55"4   |       | Alan Ford                 | Stati Uniti | 29 giugno 1948    | Gara interna del club nuoto di New Haven             | New Haven, Stati Uniti       |       |
| 16  | 54"8   |       | Dick Cleveland            | Stati Uniti | 1º aprile 1954    | Campionati AAU                                       | New Haven, Stati Uniti       |       |
| 17  | 55"4   |       | Jon Henricks              | Australia   | 30 novembre 1956  | Giochi olimpici                                      | Melbourne, Australia         |       |
| 18  | 55"2   |       | John Devitt               | Australia   | 19 gennaio 1957   | Campionato statale del Nuovo Galles del sud          | Sydney, Australia            |       |
| 19  | 54"6   |       | John Devitt               | Australia   | 28 gennaio 1957   | Campionato statale del Queensland                    | Brisbane, Australia          |       |
| 20  | 54"4   |       | Steve Clark               | Stati Uniti | 18 agosto 1961    | Campionato maschile NAAA                             | Los Angeles, Stati Uniti     |       |
| 21  | 53"6   |       | Manuel Dos Santos         | Brasile     | 20 settembre 1961 | Tentativo di record del mondo                        | Rio de Janeiro, Brasile      |       |
| 22  | 52"9   |       | Alain Gottvallès          | Francia     | 13 settembre 1964 |                                                      | Budapest, Ungheria           |       |
| 22= | 52"9   |       | Steve Clark               | Stati Uniti | 14 ottobre 1964   | Giochi olimpici                                      | Tokyo, Giappone              |       |
| 23  | 52"6   |       | Kenneth Walsh             | Stati Uniti | 27 luglio 1967    | Giochi panamericani                                  | Winnipeg, Canada             |       |
| 23= | 52"6   |       | Zachary Zorn              | Stati Uniti | 2 settembre 1968  | Trials olimpici USA                                  | Los Angeles, Stati Uniti     |       |
| 24  | 52"2   |       | Michael Wenden            | Australia   | 19 ottobre 1968   | Giochi olimpici                                      | Città del Messico, Messico   |       |
| 25  | 51"94  |       | Mark Spitz                | Stati Uniti | 23 agosto 1970    | Campionati AAU                                       | Los Angeles, Stati Uniti     |       |
| 26  | 51"47  |       | Mark Spitz                | Stati Uniti | 5 agosto 1972     | Trials olimpici USA                                  | Chicago, Stati Uniti         |       |
| 27  | 51"22  |       | Mark Spitz                | Stati Uniti | 3 settembre 1972  | Giochi olimpici                                      | Monaco, Germania Ovest       |       |
| 28  | 51"12  |       | Jim Montgomery            | Stati Uniti | 21 giugno 1975    | Trials per i campionati del mondo AAU                | Long Beach, Stati Uniti      |       |
| 29  | 51"11  |       | Andy Coan                 | Stati Uniti | 3 agosto 1975     | Meeting amatoriale regionale                         | Fort Lauderdale, Stati Uniti |       |
| 30  | 50"59  |       | Jim Montgomery            | Stati Uniti | 23 agosto 1975    | Campionati AAU                                       | Kansas City, Stati Uniti     |       |
| 31  | 50"39  |       | Jim Montgomery            | Stati Uniti | 24 luglio 1976    | Giochi olimpici                                      | Montréal, Canada             |       |
| 32  | 49"99  |       | Jim Montgomery            | Stati Uniti | 25 luglio 1976    | Giochi olimpici                                      | Montréal, Canada             |       |
| 33  | 49"44  |       | Jonty Skinner             | Sudafrica   | 14 agosto 1976    | Campionati AAU                                       | Filadelfia, Stati Uniti      |       |
| 34  | 49"36  |       | Rowdy Gaines              | Stati Uniti | 3 aprile 1981     | "Longhorn", gara ad inviti                           | Austin, Stati Uniti          |       |
| 35  | 49"24  |       | Matt Biondi               | Stati Uniti | 6 agosto 1985     | Campionati nazionali estivi USA                      | Mission Viejo, Stati Uniti   |       |
| 36  | 48"95  |       | Matt Biondi               | Stati Uniti | 6 agosto 1985     | Campionati nazionali estivi USA                      | Mission Viejo, Stati Uniti   |       |
| 37  | 48"74  |       | Matt Biondi               | Stati Uniti | 24 giugno 1986    | Trials USA per i campionati del mondo                | Orlando, Stati Uniti         |       |
| 38  | 48"42  |       | Matt Biondi               | Stati Uniti | 10 agosto 1988    | Trials olimpici USA                                  | Austin, Stati Uniti          |       |
| 39  | 48"21  |       | Aleksandr Popov           | Russia      | 18 giugno 1994    | Meeting internazionale del nuoto di Monte Carlo      | Monte Carlo, Monaco          |       |
| 40  | 48"18  |       | Michael Klim              | Australia   | 16 settembre 2000 | Giochi olimpici                                      | Sydney, Australia            |       |
| 41  | 47"84  |       | Pieter van den Hoogenband | Paesi Bassi | 19 settembre 2000 | Giochi olimpici                                      | Sydney, Australia            |       |
| 42  | 47"60  |       | Alain Bernard             | Francia     | 21 marzo 2008     | Campionati europei                                   | Eindhoven, Paesi Bassi       |       |
| 43  | 47"50  |       | Alain Bernard             | Francia     | 22 marzo 2008     | Campionati europei                                   | Eindhoven, Paesi Bassi       |       |
| 44  | 47"24  |       | Eamon Sullivan            | Australia   | 11 agosto 2008    | Giochi olimpici                                      | Pechino, Cina                |       |
| 45  | 47"20  |       | Alain Bernard             | Francia     | 13 agosto 2008    | Giochi olimpici                                      | Pechino, Cina                |       |
| 46  | 47"05  |       | Eamon Sullivan            | Australia   | 13 agosto 2008    | Giochi olimpici                                      | Pechino, Cina                |       |
| -   | 46"94  | [ 1 ] | Alain Bernard             | Francia     | 23 aprile 2009    | Campionati nazionali francesi                        | Montpellier, Francia         |       |
| 47  | 46"91  |       | César Cielo Filho         | Brasile     | 30 luglio 2009    | Campionati mondiali                                  | Roma, Italia                 | [ 2 ] |
| 48  | 46"86  |       | David Popovici            | Romania     | 13 agosto 2022    | Campionati europei                                   | Roma, Italia                 |       |
| 49  | 46"80  | s     | Pan Zhanle                | Cina        | 11 febbraio 2024  | Campionati mondiali                                  | Doha, Qatar                  |       |
| 50  | 46"40  |       | Pan Zhanle                | Cina        | 31 luglio 2024    | Giochi olimpici                                      | Parigi, Francia              |       |

Legenda: Ref - Referto della gara;
Record non ottenuti in finale: (b) - batteria; (sf) - semifinale; (s) - staffetta prima frazione.

### Vasca corta
| #   | Tempo  | + | Atleta          | Nazionalità | Data             | Evento                              | Luogo                       | Ref   |
| --- | ------ | - | --------------- | ----------- | ---------------- | ----------------------------------- | --------------------------- | ----- |
| 1   | 47"94  |   | Gustavo Borges  | Brasile     | 2 luglio 1993    | Campionati brasiliani               | Santos, Brasile             |       |
| 2   | 47"83  |   | Aleksandr Popov | Russia      | 1º gennaio 1994  | Coppa del Mondo                     | Hong Kong, Hong Kong        |       |
| 3   | 47"82  |   | Aleksandr Popov | Russia      | 5 gennaio 1994   | Coppa del Mondo                     | Pechino, Cina               |       |
| 4   | 47"12  |   | Aleksandr Popov | Russia      | 12 marzo 1994    | Coppa del Mondo                     | Gelsenkirchen, Germania     |       |
| 5   | 46"74  |   | Aleksandr Popov | Russia      | 19 marzo 1994    | Coppa del Mondo                     | Desenzano del Garda, Italia |       |
| 6   | 46"25  |   | Ian Crocker     | Stati Uniti | 27 marzo 2004    | NCAA Men's Division 1 Championships | East Meadow, Stati Uniti    |       |
| 6 = | 46"25  |   | Roland Schoeman | Sudafrica   | 22 gennaio 2005  | Coppa del Mondo                     | Berlino, Germania           |       |
| 7   | 45"83  |   | Stefan Nystrand | Svezia      | 17 novembre 2007 | Coppa del Mondo                     | Berlino, Germania           |       |
| 8   | 45"69  |   | Alain Bernard   | Francia     | 7 dicembre 2008  | Campionati francesi                 | Angers, Francia             |       |
| 9   | 45"12  |   | Amaury Leveaux  | Francia     | 12 dicembre 2008 | Campionati europei                  | Fiume, Croazia              |       |
| 10  | 44"94  |   | Amaury Leveaux  | Francia     | 13 dicembre 2008 | Campionati europei                  | Fiume, Croazia              | [ 3 ] |
| 11  | 44” 84 |   | Kyle Chalmers   | Australia   | 29 ottobre 2021  | Coppa del Mondo                     | Kazan', Russia              |       |

Legenda: Ref - Referto della gara;
Record non ottenuti in finale: (b) - batteria; (sf) - semifinale; (s) - staffetta prima frazione.

## Donne

### Vasca lunga
| #                 | Tempo  | +   | Atleta                          | Nazionalità   | Data              | Evento                                                | Luogo                             | Ref   |
| ----------------- | ------ | --- | ------------------------------- | ------------- | ----------------- | ----------------------------------------------------- | --------------------------------- | ----- |
| 1                 | 1'35"0 |     | Martha Gerstung                 | Germania      | 18 ottobre 1908   |                                                       | Magdeburgo, Germania              |       |
| 2                 | 1'26"6 |     | C. Guttenstein                  | Belgio        | 2 ottobre 1910    |                                                       | Schaerbeek, Belgio                |       |
| 3                 | 1'24"6 |     | Daisy Curwen                    | Gran Bretagna | 29 settembre 1911 |                                                       | Liverpool, Regno Unito            |       |
| 4                 | 1'20"6 |     | Daisy Curwen                    | Gran Bretagna | 10 giugno 1912    |                                                       | Birkenhead, Regno Unito           |       |
| 5                 | 1'19"8 |     | Fanny Durack                    | Australia     | 9 luglio 1912     | Giochi olimpici                                       | Stoccolma, Svezia                 |       |
| 6                 | 1'18"8 |     | Fanny Durack                    | Australia     | 21 luglio 1912    |                                                       | Amburgo, Germania                 |       |
| 7                 | 1'16"2 |     | Fanny Durack                    | Australia     | 6 febbraio 1915   | NSW Ladies' Amateur Championships                     | Sydney, Australia                 |       |
| 8                 | 1'13"6 |     | Ethelda Bleibtrey               | Stati Uniti   | 25 agosto 1920    | Giochi olimpici                                       | Anversa, Belgio                   |       |
| 9                 | 1'12"8 |     | Gertrude Ederle                 | Stati Uniti   | 30 giugno 1923    |                                                       | Newark, Stati Uniti               |       |
| 10                | 1'12"2 |     | Mariechen Wehselau              | Stati Uniti   | 19 luglio 1924    | Giochi olimpici                                       | Parigi, Francia                   |       |
| 11                | 1'10"0 |     | Ethel Lackie                    | Stati Uniti   | 28 gennaio 1926   |                                                       | Toledo, Stati Uniti               |       |
| 12                | 1'09"8 |     | Eleanor Garatti                 | Stati Uniti   | 7 agosto 1929     |                                                       | Honolulu, Territorio delle Hawaii |       |
| 13                | 1'09"4 |     | Albina Osipowich                | Stati Uniti   | 25 agosto 1929    |                                                       | San Francisco, Stati Uniti        |       |
| 14                | 1'08"0 |     | Helene Madison                  | Stati Uniti   | 14 marzo 1930     |                                                       | Miami Beach, Stati Uniti          |       |
| 15                | 1'06"6 |     | Helene Madison                  | Stati Uniti   | 20 aprile 1931    |                                                       | Boston, Stati Uniti               |       |
| 16                | 1'06"0 |     | Willy den Ouden                 | Paesi Bassi   | 9 luglio 1933     |                                                       | Anversa, Belgio                   |       |
| 17                | 1'05"4 |     | Willy den Ouden                 | Paesi Bassi   | 24 febbraio 1934  |                                                       | Amsterdam, Paesi Bassi            |       |
| 18                | 1'04"8 |     | Willy den Ouden                 | Paesi Bassi   | 15 aprile 1934    |                                                       | Rotterdam, Paesi Bassi            |       |
| 19                | 1'04"6 |     | Willy den Ouden                 | Paesi Bassi   | 27 febbraio 1936  |                                                       | Amsterdam, Paesi Bassi            |       |
| 20                | 1'04"5 |     | Dawn Fraser                     | Australia     | 21 febbraio 1956  | Campionati australiani                                | Sydney, Australia                 |       |
| 21                | 1'04"2 |     | Cocki van Engelsdorp Gastelaars | Paesi Bassi   | 3 marzo 1956      |                                                       | Amsterdam, Paesi Bassi            |       |
| 22                | 1'04"0 |     | Cocki van Engelsdorp Gastelaars | Paesi Bassi   | 14 aprile 1956    |                                                       | Schiedam, Paesi Bassi             |       |
| 23                | 1'03"3 |     | Dawn Fraser                     | Australia     | 25 agosto 1956    | Australian Olympic Squad Swimming Carnival            | Townsville, Australia             |       |
| 24                | 1'03"2 |     | Lorraine Crapp                  | Australia     | 20 ottobre 1956   | Australian Olympic Squad Swimming Carnival            | Sydney, Australia                 |       |
| 25                | 1'02"4 |     | Lorraine Crapp                  | Australia     | 25 ottobre 1956   | Australian Olympic Trials                             | Melbourne, Australia              |       |
| 26                | 1'02"0 |     | Dawn Fraser                     | Australia     | 1º dicembre 1956  | Giochi olimpici                                       | Melbourne, Australia              |       |
| Nuovo regolamento |        |     |                                 |               |                   |                                                       |                                   |       |
| 27                | 1'01"5 | 55y | Dawn Fraser                     | Australia     | 18 febbraio 1958  | Campionati australiani                                | Melbourne, Australia              |       |
| 28                | 1'01"4 | 55y | Dawn Fraser                     | Australia     | 21 luglio 1958    | British Empire & Commonwealth Games                   | Cardiff, Regno Unito              |       |
| 29                | 1'01"2 |     | Dawn Fraser                     | Australia     | 10 agosto 1958    |                                                       | Schiedam, Paesi Bassi             |       |
| 30                | 1'00"2 | 55y | Dawn Fraser                     | Australia     | 23 febbraio 1960  | Australian Championships & Olympic Trials             | Sydney, Australia                 |       |
| 31                | 1'00"0 | 55y | Dawn Fraser                     | Australia     | 23 ottobre 1962   | Australian British Empire & Commonwealth Games Trials | Melbourne, Australia              |       |
| 32                | 59"9   | 55y | Dawn Fraser                     | Australia     | 27 ottobre 1962   | Australian British Empire & Commonwealth Games Trials | Melbourne, Australia              |       |
| 33                | 59"5   | 55y | Dawn Fraser                     | Australia     | 24 novembre 1962  | British Empire & Commonwealth Games                   | Perth, Australia                  |       |
| 34                | 58"9   |     | Dawn Fraser                     | Australia     | 29 febbraio 1964  | Australian Championships & Olympic Trials             | Sydney, Australia                 |       |
| 34 =              | 58"9   |     | Shane Gould                     | Australia     | 30 aprile 1971    | Coca Cola International                               | Londra, Regno Unito               |       |
| 35                | 58"5   |     | Shane Gould                     | Australia     | 8 gennaio 1972    | New South Wales State Championships                   | Sydney, Australia                 |       |
| 36                | 58"25  |     | Kornelia Ender                  | Germania Est  | 13 luglio 1973    | DDR Nationals & World Championship Trials             | Berlino Est, Germania Est         |       |
| 37                | 58"12  |     | Kornelia Ender                  | Germania Est  | 18 agosto 1973    |                                                       | Utrecht, Paesi Bassi              |       |
| 38                | 57"61  |     | Kornelia Ender                  | Germania Est  | 8 settembre 1973  | Campionati mondiali                                   | Belgrado, Jugoslavia              |       |
| 39                | 57"54  |     | Kornelia Ender                  | Germania Est  | 9 settembre 1973  | Campionati mondiali                                   | Belgrado, Jugoslavia              |       |
| 40                | 57"51  |     | Kornelia Ender                  | Germania Est  | 4 luglio 1974     | DDR Nationals & European Championship Trials          | Rostock, Germania Est             |       |
| 41                | 56"96  |     | Kornelia Ender                  | Germania Est  | 19 agosto 1974    | Campionati europei                                    | Vienna, Austria                   |       |
| 42                | 56"38  |     | Kornelia Ender                  | Germania Est  | 14 marzo 1975     | DDR vs URS Duel                                       | Dresda, Germania Est              |       |
| 43                | 56"22  |     | Kornelia Ender                  | Germania Est  | 26 luglio 1975    | Campionati mondiali                                   | Cali, Colombia                    |       |
| 44                | 55"73  |     | Kornelia Ender                  | Germania Est  | 1º giugno 1976    | DDR Olympic Trials                                    | Berlino Est, Germania Est         |       |
| 45                | 55"65  |     | Kornelia Ender                  | Germania Est  | 19 luglio 1976    | Giochi olimpici                                       | Montréal, Canada                  |       |
| 46                | 55"41  |     | Barbara Krause                  | Germania Est  | 5 luglio 1978     | DDR Nationals & World Championship Trials             | Berlino Est, Germania Est         |       |
| 47                | 54"98  |     | Barbara Krause                  | Germania Est  | 20 luglio 1980    | Giochi olimpici                                       | Mosca, Unione Sovietica           |       |
| 48                | 54"79  |     | Barbara Krause                  | Germania Est  | 21 luglio 1980    | Giochi olimpici                                       | Mosca, Unione Sovietica           |       |
| 49                | 54"73  |     | Kristin Otto                    | Germania Est  | 19 agosto 1986    | Campionati mondiali                                   | Madrid, Spagna                    |       |
| 50                | 54"48  |     | Jenny Thompson                  | Stati Uniti   | 1º marzo 1992     | USA Olympic Trials                                    | Indianapolis, Stati Uniti         |       |
| 51                | 54"01  |     | Le Jingyi                       | Cina          | 5 settembre 1994  | Campionati mondiali                                   | Roma, Italia                      |       |
| 52                | 53"80  |     | Inge de Bruijn                  | Paesi Bassi   | 28 maggio 2000    | Super Speedo Grand Prix                               | Sheffield, Regno Unito            |       |
| 53                | 53"77  |     | Inge de Bruijn                  | Paesi Bassi   | 20 settembre 2000 | Giochi olimpici                                       | Sydney, Australia                 |       |
| 54                | 53"66  |     | Libby Lenton                    | Australia     | 31 marzo 2004     | Australian Championships & Olympic Trials             | Sydney, Australia                 |       |
| 55                | 53"52  |     | Jodie Henry                     | Australia     | 18 agosto 2004    | Giochi olimpici                                       | Atene, Grecia                     |       |
| 56                | 53"42  |     | Libby Lenton                    | Australia     | 31 gennaio 2006   | Australian Championships & Commonwealth Games Trials  | Melbourne, Australia              |       |
| 57                | 53"30  |     | Britta Steffen                  | Germania      | 2 agosto 2006     | Campionati europei                                    | Budapest, Ungheria                |       |
| 58                | 52"88  |     | Lisbeth Trickett                | Australia     | 27 marzo 2008     | Australian Championships & Olympic Trials             | Sydney, Australia                 |       |
| 59                | 52"85  |     | Britta Steffen                  | Germania      | 25 giugno 2009    | Campionati tedeschi                                   | Berlino, Germania                 |       |
| 60                | 52"56  |     | Britta Steffen                  | Germania      | 27 giugno 2009    | Campionati tedeschi                                   | Berlino, Germania                 |       |
| 61                | 52"22  | s   | Britta Steffen                  | Germania      | 26 luglio 2009    | Campionati mondiali                                   | Roma, Italia                      |       |
| 62                | 52"07  |     | Britta Steffen                  | Germania      | 31 luglio 2009    | Campionati mondiali                                   | Roma, Italia                      |       |
| 63                | 52"06  |     | Cate Campbell                   | Australia     | 2 luglio 2016     | Rio Farewell Grand Prix                               | Brisbane, Australia               |       |
| 64                | 51"71  | s   | Sarah Sjöström                  | Svezia        | 23 luglio 2017    | Campionati mondiali                                   | Budapest, Ungheria                | [ 4 ] |

Legenda: Ref - Referto della gara;
Record non ottenuti in finale: (b) - batteria; (sf) - semifinale; (s) - staffetta prima frazione.

### Vasca corta
| #  | Tempo | +     | Atleta                | Nazionalità | Data             | Evento                           | Luogo                    | Ref   |
| -- | ----- | ----- | --------------------- | ----------- | ---------------- | -------------------------------- | ------------------------ | ----- |
| 1  | 53"46 |       | Franziska van Almsick | Germania    | 6 gennaio 1993   | Coppa del Mondo                  | Shanghai, Cina           |       |
| 2  | 53"33 |       | Franziska van Almsick | Germania    | 10 gennaio 1993  | Coppa del Mondo                  | Pechino, Cina            |       |
| 3  | 53"01 |       | Le Jingyi             | Cina        | 2 dicembre 1993  | Campionati mondiali              | Palma di Maiorca, Spagna |       |
| 4  | 52"80 |       | Therese Alshammar     | Svezia      | 10 dicembre 1999 | Campionati europei               | Lisbona, Portogallo      |       |
| 5  | 52"17 |       | Therese Alshammar     | Svezia      | 17 marzo 2000    | Campionati mondiali              | Atene, Grecia            |       |
| 6  | 51"91 | sf    | Libby Lenton          | Australia   | 8 agosto 2005    | Campionati australiani           | Melbourne, Australia     |       |
| 7  | 51"70 |       | Libby Lenton          | Australia   | 9 agosto 2005    | Campionati australiani           | Melbourne, Australia     |       |
| 8  | 51"01 |       | Lisbeth Trickett      | Australia   | 10 agosto 2009   | Campionati australiani           | Hobart, Australia        |       |
| 9  | 50"91 | [ 5 ] | Cate Campbell         | Australia   | 28 novembre 2015 | Campionati australiani invernali | Sydney, Australia        | [ 6 ] |
| 10 | 50"77 |       | Sarah Sjöström        | Svezia      | 3 agosto 2017    | Coppa del Mondo                  | Mosca, Russia            |       |
| 11 | 50"58 |       | Sarah Sjöström        | Svezia      | 11 agosto 2017   | Coppa del Mondo                  | Eindhoven, Paesi Bassi   | [ 7 ] |
| 12 | 50"25 |       | Cate Campbell         | Australia   | 26 ottobre 2017  | Campionati australiani           | Adelaide, Australia      | [ 8 ] |

Legenda: Ref - Referto della gara;
Record non ottenuti in finale: (b) - batteria; (sf) - semifinale; (s) - staffetta prima frazione.